# اولاد بن عبدالقادر
اولاد بن عبدالقادر (به عربی: أولاد بن عبد القادر) یک شهرداری در الجزایر است که در استان الشلف واقع شده‌است. اولاد بن عبدالقادر ۱۷٬۳۸۵ نفر جمعیت دارد.